# 财富

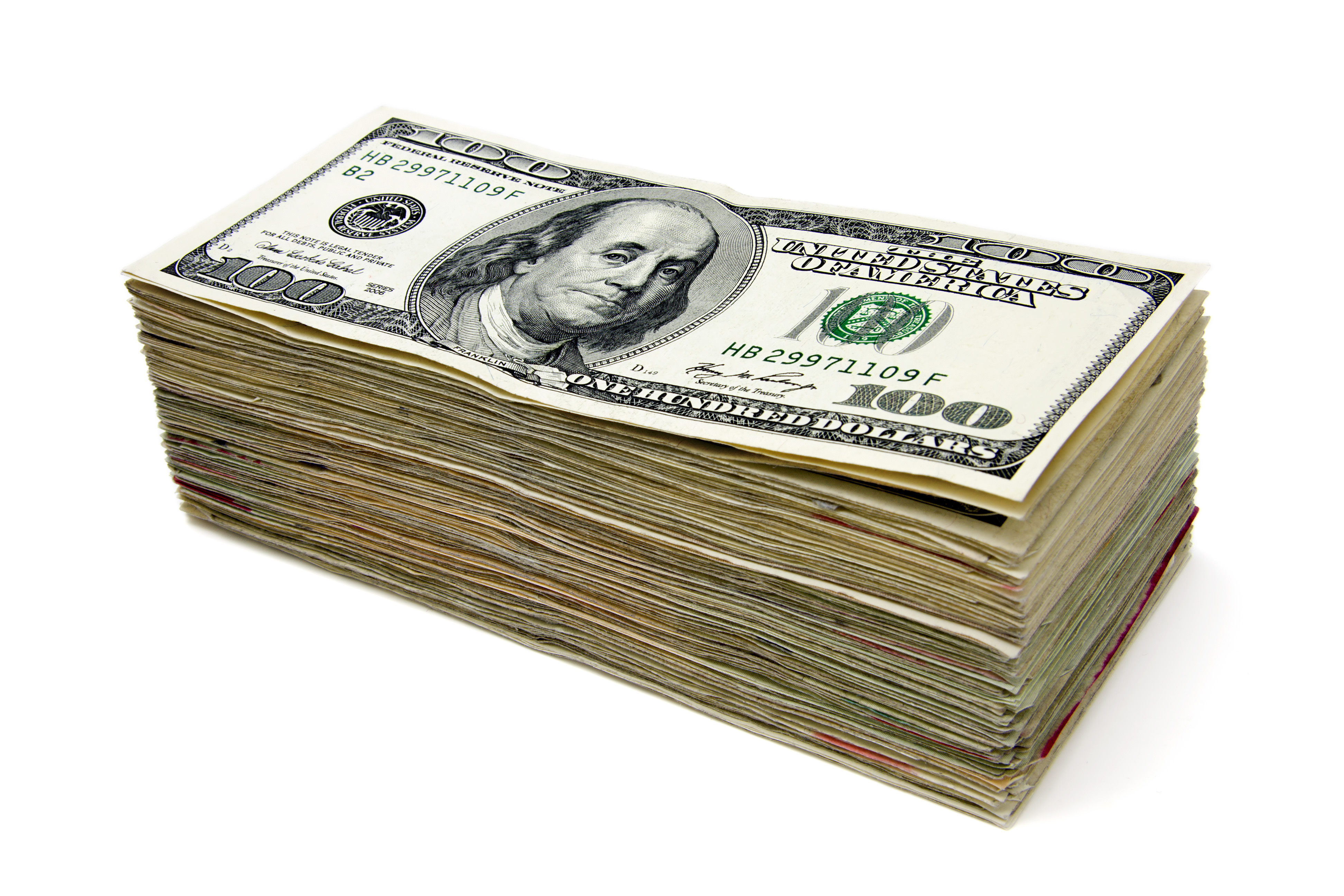
物質財富的象徵：一堆钱

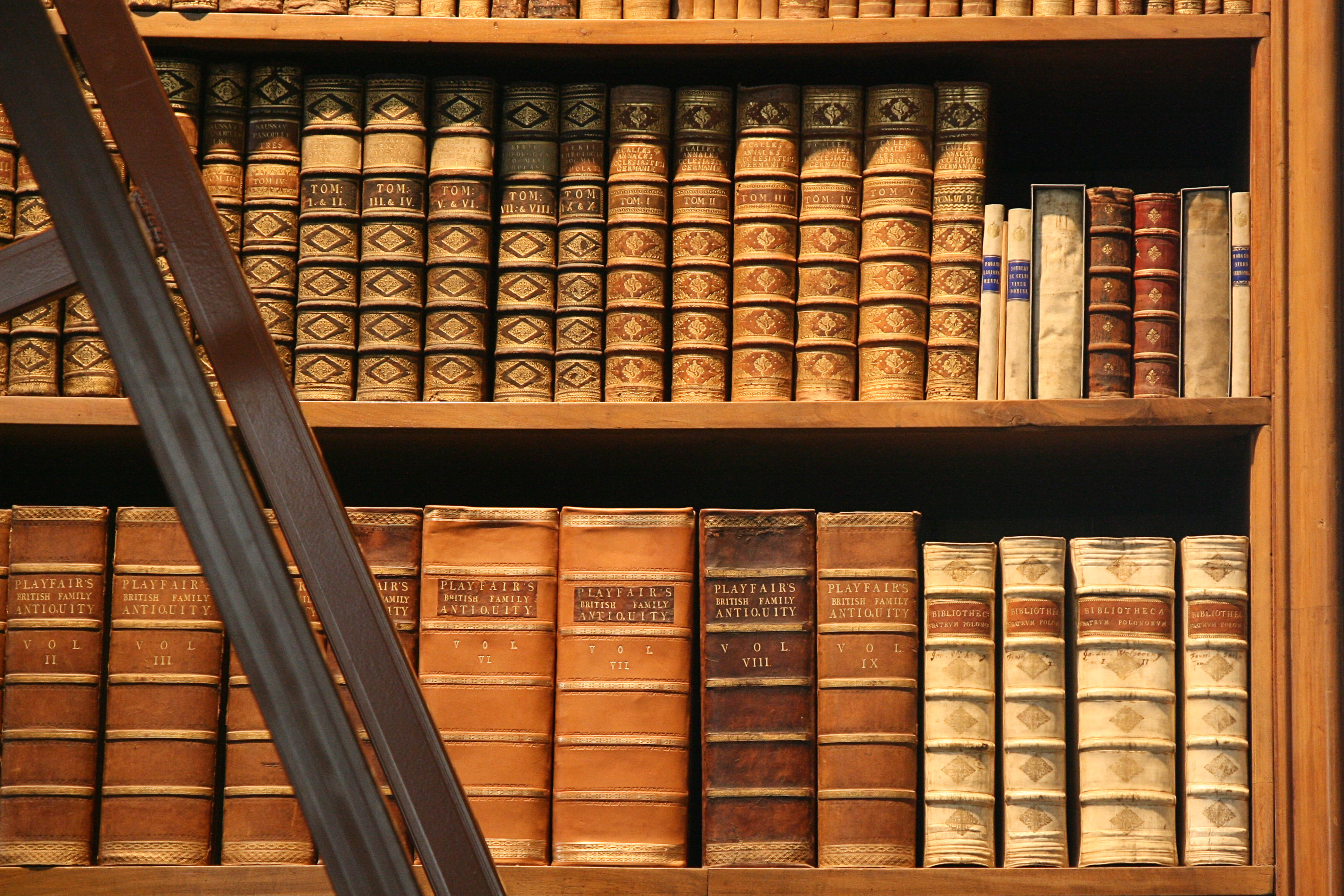
精神財富的象徵：書

財富，即具有價值者，包括自然財富、物質財富、精神財富等等。而在經濟學上，財富（英語：wealth）指物品按價值計算的富裕程度，或對這些物品的控制和處理的狀況。
財富的概念為所有具有貨幣價值、交換價值或經濟效用的財產或資源，包括貨幣、不動產、所有权。在许多国家，财富還包括对基礎服務的享受，如醫療衛生，以及對农作物和家畜的拥有權。财富相当于衡量一个人或团体的物质资产。
全体居民财富的总和，称为国家或社会的总财富。依其不同作用，可划分为三个部分：留作目前消费的部分、固定资本部分、流动资本部分。

## 相关言论
《史记·太史公自序》：“布衣匹夫之人，不害於政，不妨百姓，取与以时而息财富。”
巴克敏斯特•富勒：“財富就是支持一個人生存多長時間的能力，或者說，如果我今天停止工作，我還能活多久？”

## 相關
- 经济
- 经济学
- 商业
- 资本主义
- 婚姻
- 智慧
- 哲学